# Coleoxestia nitida
Coleoxestia nitida är en skalbaggsart som först beskrevs av Bates 1872.  Coleoxestia nitida ingår i släktet Coleoxestia och familjen långhorningar.
Artens utbredningsområde är:
- Costa Rica.
- Guatemala.
- Honduras.
- Nicaragua.
- Panama.

Inga underarter finns listade i Catalogue of Life.